# Лос-Аламос (Каліфорнія)
Лос-Аламос (англ. Los Alamos) — переписна місцевість (CDP) в США, в окрузі Санта-Барбара штату Каліфорнія. Населення — 1839 осіб (2020).

## Географія
Лос-Аламос розташований за координатами 34°43′45″ пн. ш. 120°16′11″ зх. д. / 34.72917° пн. ш. 120.26972° зх. д. (34.729213, -120.269674).  За даними Бюро перепису населення США в 2010 році переписна місцевість мала площу 10,02 км², з яких 10,02 км² — суходіл та 0,00 км² — водойми.

### Клімат
| Клімат : Лос-Аламос   | Клімат : Лос-Аламос | Клімат : Лос-Аламос | Клімат : Лос-Аламос | Клімат : Лос-Аламос | Клімат : Лос-Аламос | Клімат : Лос-Аламос | Клімат : Лос-Аламос | Клімат : Лос-Аламос | Клімат : Лос-Аламос | Клімат : Лос-Аламос | Клімат : Лос-Аламос | Клімат : Лос-Аламос | Клімат : Лос-Аламос |
| Показник              | Січ.                | Лют.                | Бер.                | Квіт.               | Трав.               | Черв.               | Лип.                | Серп.               | Вер.                | Жовт.               | Лист.               | Груд.               | Рік                 |
| Середній максимум, °C | 17,8                | 17,8                | 20,0                | 21,7                | 24,4                | 25,6                | 27,2                | 28,3                | 27,8                | 25,6                | 21,1                | 18,3                | 22,8                |
| Середній мінімум, °C  | 3,3                 | 3,9                 | 4,4                 | 5,0                 | 7,8                 | 9,4                 | 11,1                | 11,7                | 10,6                | 6,7                 | 5,0                 | 2,2                 | 6,7                 |
| Норма опадів, мм      | 81                  | 81                  | 71                  | 30                  | 8                   | 3                   | 0                   | 0                   | 5                   | 15                  | 36                  | 64                  | 394                 |
| --------------------- | ------------------- | ------------------- | ------------------- | ------------------- | ------------------- | ------------------- | ------------------- | ------------------- | ------------------- | ------------------- | ------------------- | ------------------- | ------------------- |
| Джерело: Weatherbase  |                     |                     |                     |                     |                     |                     |                     |                     |                     |                     |                     |                     |                     |

## Демографія
Згідно з переписом 2010 року, у переписній місцевості мешкало 1890 осіб у 628 домогосподарствах у складі 461 родини. Густота населення становила 189 осіб/км².  Було 681 помешкання (68/км²).
Расовий склад населення:
| - 88,2 % — білих - 1,7 % — азіатів - 0,5 % — корінних американців - 0,3 % — чорних або афроамериканців - 7,1 % — осіб інших рас |

До двох чи більше рас належало 2,2 %. Частка іспаномовних становила 40,9 % від усіх жителів.
За віковим діапазоном населення розподілялося таким чином: 26,2 % — особи молодші 18 років, 64,3 % — особи у віці 18—64 років, 9,5 % — особи у віці 65 років та старші. Медіана віку мешканця становила 38,2 року. На 100 осіб жіночої статі у переписній місцевості припадало 100,2 чоловіків;  на 100 жінок у віці від 18 років та старших — 95,4 чоловіків також старших 18 років.
Середній дохід на одне домашнє господарство  становив 83 499 доларів США (медіана — 61 115), а середній дохід на одну сім'ю — 76 863 долари (медіана — 56 516). За межею бідності перебувало 26,5 % осіб, у тому числі 35,4 % дітей у віці до 18 років та 0,0 % осіб у віці 65 років та старших.
Цивільне працевлаштоване населення становило 800 осіб. Основні галузі зайнятості: мистецтво, розваги та відпочинок — 18,9 %, виробництво — 13,8 %, освіта, охорона здоров'я та соціальна допомога — 13,4 %.